# Lorena Mateo
Lorena Mateo Herreros (Madrid, 24 de junio de 1989) es una actriz española de cine y televisión.

## Biografía
Su primera oportunidad como actriz le vino de la mano de David y Tristán Ulloa interpretando el papel de Carolina en su película Pudor. En 2008 tuvo un papel secundario durante tres capítulos en la serie cómica de Cuatro Cuestión de sexo. Al año siguiente consiguió un papel fijo en la serie Un golpe de suerte.
En 2010 tuvo su primer papel protagonista en El diario de Carlota dirigida por José Manuel Carrasco y basada en los libros de Gemma Lienas, dando vida a Mireia. También ese año se incorporó a la serie juvenil de Antena 3 Física o Química, donde interpretó a Daniela Vaquero durante las dos últimas temporadas de la serie (la sexta y la séptima).
En 2014 tuvo un papel secundario en el drama romántico Stockholm, película dirigida por Rodrigo Sorogoyen y protagonizada por Aura Garrido y Javier Pereira.
Ha participado en varios cortometrajes como Goodbye Love, El primer día y Cuando Borja encontró a Lorena.

## Filmografía
| Películas y Series de Televisión | Películas y Series de Televisión | Películas y Series de Televisión | Películas y Series de Televisión                     |
| Año                              | Título                           | Papel                            | Notas                                                |
| -------------------------------- | -------------------------------- | -------------------------------- | ---------------------------------------------------- |
| 2007                             | Pudor                            | Carolina                         | Película. Papel debut                                |
| 2007                             | Siete mesas de billar francés    |                                  |                                                      |
| 2008                             | Cuestión de sexo                 |                                  | Serie de televisión. (3 episodios)                   |
| 2009                             | Un golpe de suerte               | Esther                           | Serie de televisión. Papel Secundario (20 episodios) |
| 2010                             | El diario de Carlota             | Mireia                           | Película. Papel secundario                           |
| 2010–2011                        | Física o química                 | Daniela Vaquero                  | Serie de televisión. Papel principal (30 episodios)  |
| 2013                             | Stockholm                        | Amiga                            | Película. Papel secundario                           |
| 2014                             | Los misterios de Laura           | Elena                            | Serie de televisión. Papel episódico (1 episodio)    |